# Rhodesia
Rhodesia (AFI: /roˈdɛzja/) o Rodesia è il nome con cui venne chiamata, tra il 1965 e il 1979, l'ex colonia britannica della Rhodesia Meridionale, l'attuale Zimbabwe, nell'Africa meridionale.
Il suo nome era in onore di Cecil Rhodes, imprenditore e politico britannico, celebre per il ruolo che ebbe nell'evoluzione storica del colonialismo in Africa.

## Storia

La bandiera della Rhodesia dall'11 novembre 1965 al 10 novembre 1968; già in uso nella Rhodesia Meridionale dall'8 aprile 1964 all'11 novembre 1965, poco dopo lo scioglimento della Federazione della Rhodesia e del Nyasaland.

Nota dal 1898 come Rhodesia Meridionale, diventò colonia britannica a sé stante nel 1923; per poi diventare parte della Federazione della Rhodesia e del Nyasaland nel 1953. La popolazione bianca della Rhodesia Meridionale, in massima parte di origine britannica, acquisì fin dall'inizio il potere economico e politico, che mantenne anche dopo la dissoluzione della Federazione, avvenuta nel 1963, e dopo che nel 1964 il Nyasaland e la Rhodesia Settentrionale divennero indipendenti (come Malawi e Zambia).
Il governo britannico nella persona del primo ministro Harold Wilson, aveva proclamato che non intendeva concedere l'indipendenza alle colonie governate da una forte minoranza bianca, a meno che non venisse introdotta una costituzione democratica invece che meritocratica e segregazionista. A tale politica si oppose il partito del Fronte Rhodesiano, comandato da Ian Smith. Nel 1965 le negoziazioni tra il governo coloniale e il Regno Unito collassarono: Smith proclamò l'indipendenza dal governo britannico l'11 novembre 1965, con la celebre UDI (Unilateral Declaration of Independence), inviando un telegramma al primo ministro britannico Wilson, nel quale ricordava l'importante contributo della Rhodesia all'Inghilterra durante la prima e la seconda guerra mondiale. L' Alto Commissario Britannico di stanza a Salisbury, John Baines Johnston, svuotò l'archivio dell'Alta Commissione di tutti i documenti importanti e abbandonò la Rhodesia. Smith ordinò tuttavia di non danneggiare in alcun modo il palazzo dell'Alta Commissione, con notevole sorpresa da parte di Johnston.
La comunità internazionale condannò uniformemente la UDI. Il giorno successivo alla dichiarazione d'indipendenza unilaterale, nel 1965, il Consiglio di sicurezza delle Nazioni Unite promulgò la risoluzione S/RES/216, con la quale invitava tutti gli Stati a non riconoscere la Rhodesia e a non fornirle alcun tipo di assistenza. Il Consiglio di Sicurezza impose anche diverse sanzioni economiche, che proibivano varie forme di commercio e trattative finanziarie; esse perdurarono dal 1965 sino al 1979, quando il dominio britannico fu ristabilito. Tuttavia, non tutti i membri dell'ONU aderirono alle sanzioni. Sudafrica, Portogallo (che però interruppe bruscamente le relazioni a causa del cambio di governo durante la Rivoluzione dei Garofani del 1974), Israele, Iran e alcune nazioni arabe aiutarono la Rhodesia in via non ufficiale. Gli Stati Uniti, grazie all'Emendamento Byrd del 1971, concessero l'importazione di cromo, ferro-cromo e nichel dalla Rhodesia. La Rhodesia riuscì così a sfuggire temporaneamente alle sanzioni, ma esse scoraggiarono fortemente gli investimenti esterni.
Nel 1970 fu dichiarata ufficialmente la repubblica, ma ciò non migliorò le relazioni con la maggior parte degli Stati. Negli anni settanta ebbe luogo la sanguinosa guerriglia da parte dei militanti marxisti dello ZANU del futuro presidente Robert Mugabe sovvenzionati dalla Cina, e dello ZAPU, sovvenzionati dall'URSS, contro la quale si schierarono forze regolari dell'esercito rhodesiano, tra cui alcuni reparti di forze speciali all'epoca famosi (RLI, Rhodesian SAS, Selous Scout).
Gli anni della guerriglia terminarono nel 1979 con il successo delle forze nere; ciò fu dovuto principalmente alla mediazione del Regno Unito, che si schierò dalla parte di Mugabe e guidò la nazione, dopo la breve esperienza dello Zimbabwe Rhodesia, a un governo di transizione sotto sovranità britannica, che portò infine ad un governo non-separatista e alla definitiva rinomina dello Stato in Zimbabwe, alla cui guida si pose, ininterrottamente dal 1980 al 2017, lo  ZANU di Robert Mugabe.

## Caratteristiche
Capitale della Rhodesia era Salisbury, l'odierna Harare.

### L'inno nazionale
L'inno nazionale iniziava con i versi 
God may we Thy bounty share.»
 ed era cantato sulla melodia del quarto movimento della nona sinfonia di Beethoven (l'Inno alla Gioia).

## Demografia

### Popolazione
La popolazione della Rhodesia risultava essere, alla fine degli anni 1960, per la maggior parte composta da indigeni, a causa dell'immigrazione dei bianchi e di un eccezionale tasso di crescita naturale tra i suoi cittadini neri, quella col più alto tasso di crescita nell'Africa sub-sahariana in quel momento.
| Anno | Rhodesia Meridionale | Rhodesia Meridionale | Rhodesia Settentrionale | Rhodesia Settentrionale | Nyasaland    | Nyasaland          | Totale          | Totale             |
| ---- | -------------------- | -------------------- | ----------------------- | ----------------------- | ------------ | ------------------ | --------------- | ------------------ |
| Anno | Bianchi              | Neri                 | Bianchi                 | Neri                    | Bianchi      | Neri               | Bianchi         | Neri               |
| 1927 | 38 200 (3,98%)       | 922 000 (96,02%)     | 4000 (0,4%)             | 1 000 000 (99,6%)       | 1700 (0,13%) | 1 350 000 (99,87%) | 43 900 (1,32%)  | 3 272 000 (98,68%) |
| 1946 | 80 500 (4,79%)       | 1 600 000 (95,21%)   | 21 919 (1,32%)          | 1 634 980 (97,68%)      | 2300 (0,10%) | 2 340 000 (99,90%) | 104 719 (1,84%) | 5 574 980 (98,16%) |
| 1955 | 150 000 (5,88%)      | 2 400 000 (94,12%)   | 65 000 (3,02%)          | 2 085 000 (96,98%)      | 6300 (0,25%) | 2 550 000 (99,75%) | 221 300 (3,05%) | 7 035 000 (96,95%) |
| 1960 | 223 000 (7,30%)      | 2 830 000 (92,70%)   | 76 000 (3,14%)          | 2 340 000 (96,85%)      | 9300 (0,33%) | 2 810 000 (99,66%) | 308 300 (3,72%) | 7 980 000 (96,28%) |

| Anno | Bianchi         | Africani (stima)   | Asiatici e meticci | Popolazione totale (stima) |
| ---- | --------------- | ------------------ | ------------------ | -------------------------- |
| 1911 | 23 606 (3,06%)  | 744 559 (96,56%)   | 2912 (0,38%)       | 771 077                    |
| 1921 | 33 620 (3,73%)  | 862 319 (95,90%)   | 3248 (0,36%)       | 899 187                    |
| 1931 | 49 910 (4,42%)  | 1 076 000 (95,22%) | 4102 (0,36%)       | 1 130 000                  |
| 1941 | 68 954 (4,66%)  | 1 404 000 (94,93%) | 6521 (0,44%)       | 1 479 000                  |
| 1951 | 135 596 (5,84%) | 2 170 000 (93,53%) | 10 283 (0,44%)     | 2 320 000                  |
| 1961 | 221 504 (5,74%) | 3 618 150 (93,80%) | 17 812 (0,46%)     | 3 857 466                  |
| 1969 | 228 580 (4,49%) | 4 840 000 (95,09%) | 23 870 (0,47%)     | 5 090 000                  |

| Città         | Bianchi         | Africani         | Altri        | Totale  |
| ------------- | --------------- | ---------------- | ------------ | ------- |
| Salisbury     | 96 420 (25,07%) | 280 090 (72,84%) | 8020 (2,09%) | 384 530 |
| Bulawayo      | 50 090 (20,40%) | 187 590 (76,38%) | 7910 (3,22%) | 245 590 |
| Umtali        | 8340 (17,93%)   | 36 220 (77,88%)  | 1950 (4,20%) | 46 510  |
| Gwelo         | 8390 (18,23%)   | 36 880 (80,12%)  | 760 (1,65%)  | 46 030  |
| Que Que       | 3160 (9,62%)    | 29 250 (89,01%)  | 450 (1,37%)  | 32 860  |
| Gatooma       | 1880 (8,97%)    | 18 770 (89,55%)  | 310 (1,48%)  | 20 960  |
| Wankie        | 2160 (10,72%)   | 17 980 (89,28%)  | ----         | 20 140  |
| Shabani       | 1560 (9,87%)    | 14 170 (89,63%)  | 80 (0,51%)   | 15 810  |
| Fort Victoria | 2530 (22,29%)   | 8470 (74,63%)    | 350 (3,08%)  | 11 350  |

#### Bianchi
Una caratteristica centrale della comunità bianca in Rhodesia era la sua transitorietà, poiché i coloni bianchi avevano la stessa probabilità di lasciare la Rhodesia dopo alcuni anni invece di stabilirvisi definitivamente; ad esempio, dei 700 coloni britannici arrivati nel 1890, che furono i primi coloni bianchi, solo 15 vivevano ancora in Rhodesia nel 1924. Poiché la popolazione bianca della Rhodesia aveva un basso tasso di natalità (18 su 1000 rispetto al tasso africano di 48 per 1000), la crescita della popolazione bianca dipendeva in gran parte dall'acquisizione di nuovi immigranti bianchi attraverso l'immigrazione che rappresentava il 60% del totale la crescita della popolazione bianca rhodesiana tra il 1955 e il 1972. Tuttavia, lo storico americano Josiah Brownell notò che il tasso di ricambio per i bianchi residenti in Rhodesia era molto alto, dato che in Rhodesia vivevano 255 692 immigranti bianchi tra il 1955 e il 1979, mentre nello stesso periodo emigravano 246 583 bianchi. Persino durante gli anni del boom della fine degli anni '50, quando la Rhodesia registrava in media 13 666 immigranti bianchi all'anno (provenienti principalmente dal Regno Unito e dal Sudafrica), una media di circa 7666 bianchi emigrava ogni anno, e addirittura tra il 1961 e il 1965 la Rhodesia ha avuto una media di 8225 immigranti bianchi all'anno, con un'emigrazione media di 12 912 all'anno. Molti potenziali immigranti bianchi giunsero in Rhodesia alla ricerca di opportunità economiche e poi scapparono per l'insicurezza derivante dalla guerra civile. Un numero considerevole non era interessato a stabilirsi lì in modo permanente e non aveva fatto domanda per la cittadinanza rhodesiana, nonostante una campagna molto pubblicizzata del 1967 che li spingesse a farlo. Secondo Brownell, infatti, il patriottismo nella comunità bianca era "superficiale" a causa del suo carattere essenzialmente espatriato. Inoltre, egli ha affermato che la maggior parte degli immigranti bianchi tra la fine degli anni '60 e l'inizio degli anni '70 erano lavoratori non qualificati che facevano concorrenza alla forza lavoro africana nera del paese e non contribuivano con abilità tecniche o professionali al paese, e che ciò fosse dovuto alla politica del governo volta a rendere l'immigrazione bianca "il più possibile non selettiva" e a garantire a ogni immigrato bianco un lavoro.
| Anno | Nascite | Morti | Matrimoni | Immigrati |
| ---- | ------- | ----- | --------- | --------- |
| 1963 | 4457    | 1449  | 2008      | 5093      |
| 1964 | 4017    | 1306  | 2046      | 7000      |
| 1965 | 3863    | 1369  | 2071      | 11 128    |
| 1966 | 3782    | 1460  | 2035      | 6418      |
| 1967 | 4031    | 1512  | ----      | 9618      |
| 1968 | 4004    | 1646  | ----      | 11 864    |
| 1969 | 4089    | 1633  | ----      | 10 929    |

## Riferimenti culturali
La Rhodesia compare in diversi opere letterarie:
- Verdi colline d'Africa di Ernest Hemingway
- Racconti africani di Doris Lessing
- Molteplici romanzi di Wilbur Smith